# 江珏
江珏（？—？），字玉成，江西撫州府金谿縣人，明朝政治人物。

## 生平
弘治十四年（1501年）辛酉科江西鄉試第八十三名舉人。弘治十八年（1505年）中式乙丑科會試第二百八十名，二甲第三十名進士。初授華州知州，陞刑部員外郎。乙卯，武宗南巡，江珏首倡十三司連名疏諫。上怒，罰跪午門三日，廷杖革職。世宗即位，首詔褒獎之。

## 家族
曾祖江柏舟；祖父江汝濱；父江貴，成化進士；母彭氏。慈侍下。